# Chinese gekuifde naakthond
De Chinese gekuifde naakthond is een gezelschapshond. Het is een hondenras met als belangrijkste kenmerk de kuif op zijn kop en daarnaast haarloosheid.

## Namen, rassen en standaarden
De Chinese gekuifde naakthond, wordt meestal Chinese naakthond genoemd. Er bestaan twee variëteiten. De naakte en de behaarde. De behaarde soort is in wezen dezelfde hond, maar door genetische aanleg is hij behaard. Deze variant wordt Powderpuff genoemd, wat zoveel betekent als Poederdons.

## Historie
Waar de Chinese naakthond oorspronkelijk vandaan komt is niet echt zeker. Maar sinds de 13e eeuw legt men de link met China. Hoewel men daar de basis voor het huidige ras heeft gelegd, zijn er aanwijzingen dat de hond oorspronkelijk uit Afrika komt. Aan het eind van de 19e eeuw kwamen de honden naar Europa.

## Uiterlijk
De hond heeft zware beharing op kop, punt van de staart, en de voeten. De haren zijn dun en zacht. De reuen zijn iets groter dan de teven. De schofthoogte is tussen de 23 en 33 cm.
Het heeft meestal een actief, speels karakter, maar is daarin niet agressief.

## Verzorging
Er wordt nogal eens gedacht dat een naakthond, door het gebrek aan haar, nauwelijks verzorging nodig heeft en daarom minder tijd kost, maar ook een naakthond heeft een algemene verzorging nodig. Hieronder staan een aantal verzorgingpunten van de hond waar rekening mee gehouden moet worden:

### Haar
Door de nadruk die er de laatste jaren wordt gelegd op de toegestane beharing, wordt het naakt principe vaak wat uit het oog verloren.
Hierdoor hebben haast alle honden van dit ras in mindere of meerdere mate lichaamsbeharing. Om de naaktheid toch te tonen, moeten de bestaande haren op het lichaam weggehaald worden. Dit kan door scheren, epileren enz. Om de hond echt naakt te laten lijken moet hier zeer regelmatig aandacht aan worden besteed. Bij de Powderpuff moet de vacht goed verzorgd worden. Door de lange, zachte haarstructuur ontstaan er snel klitten.

### Huid
Acne en/of mee-eters komen vaak voor, zeker in het eerste levensjaar. Als dit niet goed wordt bijgehouden kunnen er ontstekingen ontstaan. De huid kan uitdrogen en gaan schilferen. De randjes van de oren zijn zeer gevoelig voor kloven. Bij een donkere huid is het voldoende om hem rustig aan de zon te laten wennen in het voorjaar. De lichte en gevlekte huid verbrandt snel en moet in de zon altijd beschermd worden.

### Koude
De honden kunnen goed tegen de frisse temperaturen en hoeven alleen met extreme temperaturen en weinig beweging beschermd te worden tegen de kou. De kleine honden zullen wel eerder beschermd moeten worden.

### Gebit
Het gebit dient goed onderhouden te worden. Door erfelijke aanleg heeft de naakte variant een onvolledig en zwak gebit (bij de powder-puff mag dit echter niet voorkomen). Bij goede verzorging, regelmatig poetsen en geen ruwe trekspelletjes, wordt wat aanwezig is gespaard.

## Gezondheid
Een raar fenomeen is de zogenaamde "hanging tongue". Sommige honden kunnen hun tong niet meer in hun mond houden en laten hem dan aan de zijkant uit de mond hangen. Een deel van de fokkers wijt dit aan het gebrek aan tanden. Een ander deel denkt dat het een neuraal probleem is.